# Coryssocnemis aripo
Coryssocnemis aripo is een spinnensoort uit de familie trilspinnen (Pholcidae). De soort komt voor op Trinidad. 